# Christopher McDaniel
Christopher Lee „Chris” McDaniel (ur. 30 października 1980 w Winston-Salem) – amerykański aktor i model.

## Życiorys

### Wczesne lata
Urodził się w Winston Salem w stanie Karolina Północna jako syn Brendy McDaniel i Jaya McDaniela. Jego ojciec pracował w branży muzycznej i był DJ–em jednej z czołowych stacji rockowych w Północnej Karolinie, a matka była agentem podróży we własnym biurze. Dorastał w Bennett. Był zawsze bardzo wysportowany, grał w baseball, koszykówkę, zapasy i golfa, a także ścigał się na motocyklach terenowych, pływał w rzekach i jeździł na kemping. Jego pierwszą pracą był ratownik, gdy miał 16–17 lat. Po ukończeniu szkoły średniej, przeniósł się na studia do Wilmington. Uczęszczał do Cape Fear College i zaczął pracować w studiach filmowych, gdzie kręcono filmy i seriale, w tym Jezioro marzeń.

### Kariera
Podczas tygodniowej podróży do Los Angeles, z ojcem, został odkryty przez fotografa, który chciał z nim pracować. Jako fotomodel pozował do aktów podczas zajęć w szkołach artystycznych. Wkrótce potem został wybrany przez producentów Foxa do roli młodego Colossusa w X-Men (2000). W 2002 brał udział w sesjach zdjęciowych w Miami z Bruce’em Weberem dla marki Abercrombie & Fitch. Pracował przy programach telewizyjnych i reklamach.
Uczył się aktorstwa w Stella Adler Studio w Hollywood. Wystąpił w epizodycznej roli aktorskiej w komedii Die, Mommie, Die! (2003) z Jasonem Priestleyem. Następnie gościnnie grał w popularnych serialach, w tym JAG − Wojskowe Biuro Śledcze (JAG, 2005), Dni naszego życia (Days of Our Lives, 2003, 2005, 2007) jako żołnierz piechoty morskiej, Agenci NCIS (Navy NCIS: Naval Criminal Investigative Service, 2008), 90210 (2009) i Żar młodości (The Young and the Restless, 2009). W połowie 2007 zaangażowano go w produkcję serialu ABC Football Wives, bazującego na brytyjskim formacie Footballers' Wives; projekt został anulowany, a McDaniel nie miał okazji odegrać drugoplanowej postaci Sala Biaggiego w żadnych innym odcinku niż pilotażowy. Można go było dostrzec w filmach krótkometrażowych: dramacie Mad Lane (2006) oraz dwóch filmach wojennych – Empire (2008) w roli szeregowego Meahla i Ripple Effect (2011) w roli Marka Brody’ego.
Pod koniec lutego 2009 brał udział w 81. corocznej gali wręczenia Nagród Akademii Filmowej jako model prezentujący statuetki. Odegrał postać Rufusa, homoseksualnego mordercy, w horrorze komediowym Zemsta Południa (2001 Maniacs: Field of Screams, 2010). Po roli w filmie telewizyjnym Billa Condona Tilda (2011) u boku Diane Keaton i Ellen Page, gościł w programie rozrywkowym stacji TBS Conan. Do 2012 wystąpił w pięciu odcinkach programu, w różnych rolach. Wiosną 2013 pojawił się w reklamie nowego modelu samochodu Ford Motor Company. W dreszczowcu Misfortune (2015) zagrał detektywa Edwardsa.

## Filmografia (wybór)
- Checkmate (2015) jako Paul Campbell
- Misfortune (2015) jako detektyw Edwards
- Castle (2013) jako Bryce
- Tilda (2011) jako trener McGee
- Ripple Effect (2011) jako Mark Brody
- Zemsta Południa (2001 Maniacs: Field of Screams, 2010) jako Rufus
- Żar młodości (The Young and the Restless, 2009) jako Jack Gelson
- Football Wives (2007) jako Sal Biaggi
- JAG − Wojskowe Biuro Śledcze (JAG, 2005) jako wojskowy
- Dni naszego życia (Days of Our Lives, 2003−2007) jako Cheney, żołnierz piechoty morskiej